# 宮本町 (堺市)
宮本町（みやもとちょう）は、大阪府堺市北区にある地名。丁番を持たない単独町名である。住居表示は未実施。

## 地理
区の北部に位置する。東は北花田町、南は新堀町、西は奥本町、北は東浅香山町に接する。

## 歴史

### 沿革
- 1939年（昭和14年） - 堺市北花田町の一部より成立。
- 1965年（昭和40年） - 北花田町の一部を編入[6]。
- 2006年（平成18年）、堺市が政令指定都市に移行し、行政区を設置。宮本町は北区の所属となる。

## 世帯数と人口
2024年（令和6年）3月31日現在の世帯数と人口は以下の通りである。
| 町名   | 世帯数  | 人口  |
| ------ | ------- | ----- |
| 宮本町 | 250世帯 | 439人 |

### 人口の変遷
国勢調査による人口の推移。
| 1995年（平成7年）  | 491人 | [ 7 ]  |  |
| 2000年（平成12年） | 424人 | [ 8 ]  |  |
| 2005年（平成17年） | 450人 | [ 9 ]  |  |
| 2010年（平成22年） | 462人 | [ 10 ] |  |
| 2015年（平成27年） | 474人 | [ 11 ] |  |
| 2020年（令和2年）  | 440人 | [ 12 ] |  |

### 世帯数の変遷
国勢調査による世帯数の推移。
| 1995年（平成7年）  | 184世帯 | [ 7 ]  |  |
| 2000年（平成12年） | 166世帯 | [ 8 ]  |  |
| 2005年（平成17年） | 197世帯 | [ 9 ]  |  |
| 2010年（平成22年） | 238世帯 | [ 10 ] |  |
| 2015年（平成27年） | 232世帯 | [ 11 ] |  |
| 2020年（令和2年）  | 253世帯 | [ 12 ] |  |

## 学区
市立小・中学校に通う場合、学区は以下の通りとなる。
| 町名   | 番地      | 小学校               | 中学校             |
| ------ | --------- | -------------------- | ------------------ |
| 宮本町 | 9番地除く | 堺市立五箇荘小学校   | 堺市立五箇荘中学校 |
| 宮本町 | 9番地     | 堺市立五箇荘東小学校 | 堺市立五箇荘中学校 |

## 事業所
2021年（令和3年）現在の経済センサス調査による事業所数と従業員数は以下の通りである。
| 町名   | 事業所数 | 従業員数 |
| ------ | -------- | -------- |
| 宮本町 | 21事業所 | 72人     |

## 交通

### 道路
- 大阪府道187号大堀堺線

## 施設
- 堺宮本郵便局
- 京都銀行堺北花田支店
- バード北花田保育園
- 華表神社

## 郵便
- 郵便番号：591-8006[3]（集配局：堺金岡郵便局[15]）。